# Vitănești (okręg Teleorman)
Vitănești – wieś w Rumunii, w okręgu Teleorman, w gminie Vitănești. W 2011 roku liczyła 1182 mieszkańców.